# Estación de Belleville-sur-Saône
La estación de Belleville-sur-Saône es una estación ferroviaria francesa de la línea París-Marsella, situada en la comuna de Belleville, en el departamento de Ródano, en la región de Auvernia-Ródano-Alpes. Por ella transitan únicamente trenes regionales.

## Historia
La estación fue abierta el 7 de octubre de 1854 pocos meses después de la puesta en marcha del tramo Châlon-sur-Saône - Lyon por parte de la Compañía de los Ferrocarriles de París a Lyon y al Mediterráneo. 

## Descripción
La estación se compone de tres vías y de dos andenes, uno lateral y otro central. Dispone de atención comercial toda la semana y de máquinas expendedoras de servicios. En 2010 se iniciaron unas obras tendentes a ampliar la capacidad de la estación, especialmente su aparcamiento, ya que el nivel de viajeros que recibe, dada su cercanías con la ciudad de Lyon lo ha vuelto insuficiente.  

## Servicios ferroviarios

### Regionales
Los TER Ródano Alpes recorren el siguiente trazado:
- Línea Dijon-Grenoble.
- Línea Mâcon-Valence.